# Mormopterus norfolkensis
Mormopterus norfolkensis é uma espécie de morcego da família Molossidae. Endêmica da Austrália.